# Ponthévrard
Ponthévrard là một xã của Pháp, nằm ở tỉnh Yvelines trong vùng Île-de-France của Pháp. Ponthévrard có diện tích 2,57 km2, dân số năm 1999 là 471 người.
Người dân ở đây trong tiếng Pháp gọi là Évriponthains (số nhiều).